# Raph Koster

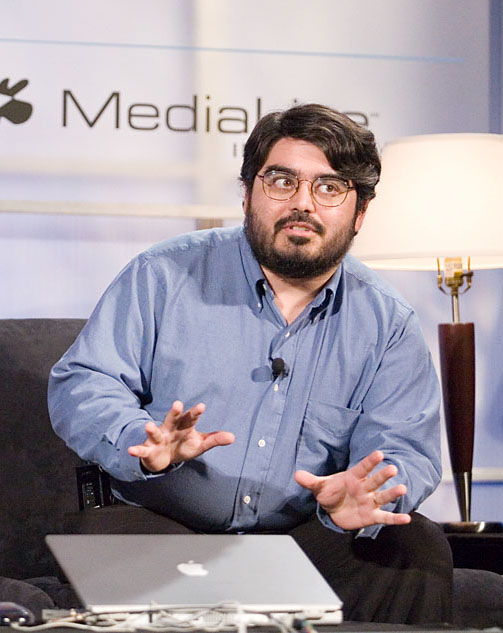
Koster auf der Web 2.0 Konferenz im Jahr 2005

Raphael „Raph“ Koster (* 7. September 1971) ist ein US-amerikanischer Designer von Computerspielen, Autor und Musiker. Er ist vor allem für seine Arbeit als Lead Designer für das MMORPG Ultima Online international bekannt geworden und war der Creative Director von Star Wars Galaxies. Er ist gegenwärtig der Präsident von Areae, Inc.

## Leben
Raph Koster hatte bereits sehr früh eine starke Affinität zu Computerspielen und entwickelte zusammen mit Freunden eigene Spiele für Atari und C64 Computer, die er an seine Klassenkameraden verkaufte. Sie nannten ihre „Firma“ Protocom. Koster war zu der Zeit in der sechsten oder siebten Klasse. Außerdem entwickelte er eigene Brettspiele oder adaptierte Computerspiele zu Brettspielen, die er mit seinen Schulkameraden in den Pausen spielte. Seinen Zugang zu Rollenspielen erhielt er durch die rote Dungeons-&-Dragons-Box, die er als Geburtstagsgeschenk erhielt.
Die Folgezeit verbrachte Koster bei seiner Mutter, die für UNICEF arbeitete und in Scheidung getrennt von ihrem Mann lebte. Durch ihren Beruf wechselten sie mehrmals den Wohnort. So lebte Raph an solch exotischen Orten wie Peru, Barbados oder Haiti, besuchte aber während der Sommermonate seinen Vater in Tennessee und Florida. Dadurch verpasste er nach eigener Sichtweise die Nintendo-Periode und konzentrierte sich stärker auf das Schreiben, obwohl er das Spielen nicht gänzlich aufgab.
Koster besuchte das Washington College in Chestertown in Maryland und erreichte 1992 den Bachelor-Abschluss in Englisch (für Kreatives Schreiben) und in Spanisch. Dort begann er auch wieder, sich stärker für Spiele zu interessieren, begann mit Pen-&-Paper-Rollenspiel und startete ein kleines E-Mail Rollenspiel.
Nach seinem Abschluss 1992 wurde er von College Freunden zu Multi User Dungeon Spielen (MUDs) gebracht, um auf diesem Wege in Kontakt zu bleiben. Zusammen mit seiner Frau Kristen entwickelte er zunächst vor allem Content für LegendMUD, einem MUD, das von Sherry Menton (Grundidee und Thema) und Rick Delashmit als erste Implementor (vergleichbar mit Administratoren) begonnen wurde. Raph Koster und dessen Frau wurden infolgedessen ebenfalls Implementoren und übernahmen das Projekt 1994 ganz, als Sherry Menton und Rick Delashmit LegendMUD verließen. Koster trat dort als Ptah auf.
1995 erreichte er den Titel Master of Fine Arts in Poetry (Poesie) der Universität von Alabama in Tuscaloosa und erreichte eine Anstellung bei Origin Systems als Lead Designer von Ultima Online. Er war in der Folge ebenfalls der Lead Designer von Ultima Online: The Second Age und Ultima Online Live und eines unbekannten und gestrichenen Titels. 2000 wechselte er zu Verant Interactive in Austin (Texas) und entwickelte dort als Creative Director Star Wars Galaxies.
Raph Koster wurde 2003 nach der Veröffentlichung von Star Wars Galaxies zum Chief Creative Officer bei Sony Online Entertainment befördert und kümmerte sich von San Diego aus vornehmlich um die Entwicklung des Geschäfts. Er verließ das Unternehmen 2006 wieder um eigenen Projekten nachgehen zu können „something indie … something that is [hopefully] disruptive and different and not games as usual.“ Im Dezember 2006 wurde die Firmengründung von Areae Inc. bekannt gegeben, deren Präsident er gegenwärtig ist.
Raph Koster ist Mitglied der Academy of Interactive Arts & Sciences und der International Game Developers Association (IGDA), ASCAP und Omicron Delta Kappa. Er ist außerdem ein häufiger Redner in Konferenzen der MMOG und Spieleindustrie, beispielsweise der GDC, DICE State of Play und der größten Computer- und Videospielmesse E3 in Los Angeles. Er lebt in San Diego mit seiner Frau Kristen und hat eine Tochter und einen Sohn.

## Designposition
Raph Kosters Position im Design basiert auf dem worldy (auch Sandbox) genannten Designansatz, bei dem die Spielwelt oder Spielinhalte dynamisch aus einer Anzahl von Variablen generiert werden, die von Spielern manipuliert werden können. Dieser simulative Aufbau einer Spielwelt kann mit dem Infamous Dragon Example veranschaulicht werden. Anders als in anderen Ansätzen (z. B. directed Content), wird beispielsweise ein Verhalten oder Ablauf nicht direkt vorgegeben, sondern ergibt sich aus dem Zusammenspiel von Variablen und daraus resultierenden Anweisungen.
Infamous Dragon Example
Jede Kreatur im Spiel wird über ihre Bedürfnisse definiert. Beispielsweise braucht ein Drachen eine große Menge Fleisch, um zu überleben, und wird darüber hinaus Gold suchen (wenn er welches gefunden hat, soll er diese zurück in das Nest bringen). Im Anwendungsfall würde der Drachen ein Nest besitzen und dann in größer werdenden Kreisen im Umkreis nach Nahrung suchen. Sollten die Spieler das Wild in dieser Region ausrotten, würde der Drachen größere Umkreise durchsuchen und möglicherweise schließlich über eine naheliegende Stadt herfallen, um dort Nahrung zu sammeln. Die Spieler könnten ihrerseits das Problem damit lösen, indem sie den Drachen füttern (zum Beispiel indem sie eine Herde Wild in das Drachennest führen), sodass der Drache nicht mehr so weit zu fliegen braucht und damit die Dörfer verschont. Alternativ könnten sie den Drachen auch erschlagen (um bsp. an dessen Gold zu gelangen). Dies ist ein Beispiel, wie ein simulatives Design zu einer dynamischeren Umgebung führen kann.
In diesem Beispiel sind Angaben wie Hunger einfache Variablen, deren Werte mit der Zeit sinken. Wenn der Drachen auf Objekte trifft, die die Eigenschaft Fleisch tragen, wird der Hunger-Wert durch einen bestimmten Betrag wieder aufgefüllt, was zu einer einprogrammierten Verhaltensänderung (beispielsweise sich nun auf Goldsuche zu begeben) führt. Hat der Drache eine bestimmte Menge an Objekten gefunden, welche die Eigenschaft Gold tragen, führt dies erneut zu einer Verhaltensänderung, die den Drachen dazu veranlasst, zu seinem Nest zurückzukehren.
Neben diesen Ansätzen, die in Teilen in Ultima Online und Star Wars Galaxies realisiert werden konnten, legt Raph Koster einen Schwerpunkt auf soziale Interaktion. So entwickelte er das erste Gildensystem für Ultima Online (System zur Organisation von Spielerzusammenschlüssen), welches zu einem allgemeinen Standard von MMORPGs geworden ist. In Star Wars Galaxies wurde einer der Schwerpunkte auf die Gründung von Spielerstädten und friedliche, soziale Spielformen gelegt.

## Trivia
- Raph Koster ging während seiner Zeit in Barbados drei Monate nicht zur Schule, da er wohl eine leichte Depression hatte. Der Arzt verschrieb ihm Vitamine und Sonnenschein. „Kinda ruined my high school transcript.“[5]
- Er bekam noch nie einen Strafzettel (nicht weil er ein besonders guter Fahrer ist, sondern weil er meistens gefahren wird)
- Er ist ein guter Läufer und hielt den Rekord im Hürdenlauf an seiner Schule.
- Züchtete früher Nagetiere: Hamster und Gerbile in Alabama. Er hatte so viele, dass die schwarzen Tiere mit den weißen Bändern an den Pfoten überall in der Gegend zu haben waren.[6]

## Spiele
- LegendMUD (implementor)
- Ultima Online (lead designer; Origin Systems 1997)
- Ultima Online: The Second Age (Lead designer; Origin Systems 1998)
- Star Wars Galaxies: An Empire Divided (Creative Director; Verant Interactive 2003)
  - Star Wars Galaxies: Jump to Lightspeed (Creative Consultant; Sony Online Entertainment 2004)
  - Star Wars Galaxies: The Total Experience (Creative Consultant; Sony Online Entertainment 2005)
- EverQuest II (chief creative officer; Sony Online Entertainment 2004)
  - EverQuest II: Desert of Flames (Chief Creative Officer; Sony Online Entertainment 2005)
  - EverQuest II: Kingdom of Sky (Chief Creative Officer; Sony Online Entertainment 2005)
- Untold Legends: Brotherhood of the Blade (Chief Creative Officer und Editor; Sony Online Entertainment 2005)
- GripShift (chief creative officer; Sony Online Entertainment 2005)
- Frantix (chief creative officer; Sony Online Entertainment 2005)
- Champions: Return to Arms (Chief Creative Officer; Sony Online Entertainment 2005)
- Field Commander (Chief Creative Officer; Sony Online Entertainment 2006)

## Diskografie
- After the Flood (1999)

## Bibliografie
- A Theory of Fun for Game Design – Vorwort von Will Wright, ISBN 1-932111-97-2
- „Die Rechte von Avataren“
- „Die Gesetze des Online-World Designs“ (GDC 1999 Präsentation)
- A Story About a Tree (Mai 1998)

## Auszeichnungen
- Hot 100 (Next Generation 2006)
- 100 Greatest Developers (Game Informer 2006)

## Referenzen
- The CGW Interview: Raph Koster. In: Computer Gaming World, April 2006
- Real People, Virtual Worlds. Filmdokumentation von Tracy Spaight, 2002

### Interviews
- Interview in: Game Studies, 22. März 2006
- Interview in: The Escapist, 25. Juni 2006